# Lea Piltti
Lea Maire Piltti (de 1932 à 1943 : Piltti-Welcke ; à partir de 1944 : Piltti-Killinen), née le 2 janvier 1904 à Rautjärvi (Finlande) et morte le 5 février 1982 à Helsinki (Finlande), est une chanteuse d'opéra et professeur de chant finlandaise.
Elle est l'une des sopranos colorature les plus renommées de son temps et a fait carrière en Europe centrale dans les années 1930 et 1940 et s'est produite également aux États-Unis.

## Biographie
Lea Piltti commence à étudier le chant à l'âge de 16 ans avec son professeur Anna Hagelstam. En plus des études de chant, elle fréquente l'école secondaire, puis le séminaire de Jyväskylä, où elle obtient son diplôme d'instituteur en 1924.
Elle donne son premier concert en 1926, et fait bientôt ses débuts à l'Opéra de Finlande dans Lakmé de Léo Delibes où elle tient le rôle-titre. Piltti étudie également le chant à l'étranger, à Paris et à Berlin. Le premier engagement à l'étranger est à l'Opéra de Königsberg en 1930. Elle conclut un contrat de quatre ans avec le Deutsches Nationaltheater de Weimar et visite en même temps de nombreux opéras allemands, dont l'Opéra d'État de Berlin, où son rôle de la reine dans La Flûte enchantée de Mozart est très apprécié. Piltti est attachée à l'Opéra d'État de Vienne en tant que première soprano colorature en 1939. Le compositeur Richard Strauss l'invite comme soliste pour son concert du 75 e anniversaire qui est diffusé dans le monde entier. La collaboration avec Strauss se poursuivi jusqu'en 1942, lorsque Piltti chante les chansons en solo de Strauss et le compositeur lui sert d'accompagnateur. Les chansons sont également été enregistrées sur disque.
Piltti se marie en Allemagne et acquiert ainsi la nationalité allemande. La guerre l'oblige à retourner en Finlande en 1943, et à partir des années 1940, elle se produit principalement en concert et en solo en Finlande, en Europe et aux États-Unis. Après la guerre, Piltti souffre de ses liens étroits avec l'Allemagne nationale-socialiste et, en tant que citoyenne allemande, elle est envoyée dans un camp d'internement à l'automne 1944, où elle reste jusqu'en mars 1946.
En 1949, Piltti commence une carrière de professeur de chant. À partir de 1966, elle travaille comme professeur de chant dans les écoles de musique de Lahti, Jyväskylä, Hämeenlinna et Turku. Les étudiants les plus connus de Piltti sont la soprano Anita Välkki et la basse Matti Salminen. Piltti reçoit la médaille Pro Finlandia en 1956 et, quelques années plus tard, en 1961, elle donne son concert d'adieu. Piltti reçoit le titre de professeur en 1974.
Piltti est enterrée à Kuopio. Le vieux cimetière de Kuopio abrite un monument (1985) lui rendant hommage, conçu par le sculpteur Heikki Häiväoja.

## Discographie
- Lea Piltti: Recordings 1937–1943. Finlandia Classics FINCLA 8 (2014).

## Littérature
- Nivanka, Leena, Lea Piltti, Helsinki, WSOY, 1992 (ISBN 951-0-18311-3)

## Récompenses et distinctions
- 1956 : médaille Pro Finlandia de l'ordre du Lion de Finlande